# العلاقات اليمنية البريطانية
العلاقات اليمنية البريطانية تشير إلى العلاقات الثنائية بين اليمن والمملكة المتحدة.